# NGC 4730
NGC 4730 este o galaxie lenticulară situată în constelația Centaurul. A fost descoperită în 8 iunie 1834 de către John Herschel. Se află la o distanță de 50,12 de megaparseci de Pământ.